# Victoria Kimani
Victoria Kimani (sinh ngày 28 tháng 7 năm 1985) là một ca sĩ, nhạc sĩ, diễn viên và nghệ sĩ người Kenya. Cô hiện đang ký hợp đồng với Chocolate City và được xem là người phụ nữ đầu tiên của hãng thu âm này. Là một ca sĩ, cô thường được biết đến với nhiều bản hit. Sự xuất hiện của cô vào ngành công nghiệp âm nhạc châu Phi đã mang lại cho cô một số đề cử, với đĩa đơn của cô nhận được rất nhiều màn trình diễn trên khắp châu Phi. Album đầu tay của cô được mong đợi vào năm 2016.
Ngoài ca hát, cô xuất hiện trong phim 7 Inch Curve, đạo diễn bởi Shola Thompson.

## Cuộc đời và sự nghiệp

### Tiểu sử và sự nghiệp âm nhạc
Kimani sinh ra ở Los Angeles, California. Cô có hai anh trai. Cô lớn lên một phần ở Thành phố Benin, Nigeria, nơi cha mẹ cô đang làm công việc truyền giáo. Cô bắt đầu hát ở tuổi 9; ở tuổi 16, cô bắt đầu biểu diễn cùng với các thành viên dàn hợp xướng khác của nhà thờ.
Khi trở về quê hương của mình, Kenya, cô đã tham gia một khuôn viên nơi cô cũng làm việc cho Mercy Mara. Sau đó cô bỏ học để theo đuổi sự nghiệp âm nhạc.

### 2010-2012ː Bước đầu đến với âm nhạc
Năm 2010, Kimani trình diễn bản phối lại hit "OLEKU" của Ice Prince (được phối lại bởi Nathaniel Williams Jr.), điều này đã thu hút sự chú ý của các giám đốc điều hành của Chocolate City. Cuối năm 2012, cô là nữ nghệ sĩ đầu tiên được ký kết bởi hãng âm nhạc Nigeria Chocolate City, cô phát hành đĩa đơn đầu tiên của cô dưới tên "Mtoto", vào tháng 3 năm 2013. Video được quay ở Los Angeles .

### 2016-hiện tại
Vào ngày 21 tháng 1 năm 2016, Kimani đã phát hành đĩa đơn mới "All the Way", gồm có bài Khuli Chana. Bài hát tỏ lòng tôn kính nghệ sĩ nổi tiếng Angelique Kidjo trong "Wombo Lombo" của cô. Video được quay ở Johannesburg, Nam Phi và được sản xuất bởi Reinhard.

## Ảnh hưởng âm nhạc và hoạt động nhân đạo
Vào ngày 13 tháng 5 năm 2015, Kimani, cùng với bảy nữ nhạc sĩ châu Phi, Cobhams Asuquo và một đội ngũ nhân viên ONE đã gặp nhau ở Johannesburg để tạo ra "Strong Girl", một bài hát gửi một thông điệp về trao quyền cho phụ nữ trên toàn thế giới. Bài hát gồm các ca sĩ Waje (Nigeria), Vanessa Mdee (Tanzania), Arielle T (Gabon), Gabriela (Mozambique), Yemi Alade (Nigeria), Selmor Mtukudzi (Zimbabwe), Judith Sephuma (Nam Phi), nghệ sĩ mới như Blessing Nwafor (Nam Phi) và ngôi sao video, nữ diễn viên Omotola Jalade Ekeinde (Nigeria).
Kimani đã thẳng thắn chia sẻ về các vấn đề như chủ nghĩa Sô vanh và trao quyền cho phụ nữ cùng với Chiến dịch ONE. Cô đã hợp tác với các nữ ca sĩ châu Phi khác, trong việc tạo ra một bài hát đầy cảm hứng "Strong Girl". Kimani cũng đã nói rằng phụ nữ phải đấu tranh để kiếm sống nhờ việc xây dựng sự nghiệp cho họ. VÌ thế cô ủng hộ các nghề nghiệp như người mẫu, ca sĩ, vũ công, nghệ sĩ, diễn giả, phụ nữ kinh doanh, PR, nhà quản lý, PA, ca sĩ, nhà tạo mẫu, DJ và nhà thiết kế.